# نوآ گلس
نوآ گلس (به انگلیسی: Noah Glass) یک کارآفرین آمریکایی در زمینه فناوری است که اولین کار او شامل راه اندازی توییتر و Odeo بود، یک شرکت پادکست که در سال ۲۰۱۷ بسته شد. گلس به خاطر ابداع نام «تویتر» که با «Twttr» شروع شد، اعتبار دارد.

## حرفه
پس از ترک اینداستریال لایت اند مجیک، گلس روی چندین پروژه با مارک کانتر، بنیانگذار میکرو مایند که بعداً ماکرومدیا زادگاه پلتفرم چند رسانه ای شاک وِیو تبدیل شد، کار کرد.
او بعداً برنامه‌ای را توسعه داد که به کاربر اجازه می‌داد از یک مکان تلفن همراه از راه دور وارد وبلاگ صوتی شود. استارت‌آپ کوچک او که به نام AudBlog شناخته می‌شود، در نهایت با ایوان ویلیامز از Blogger.com همکاری کرد. این دو سپس Odeo، یک شرکت پادکست را ایجاد کردند.
در سال ۲۰۰۶، زمانی که گلس با Odeo کار می‌کرد، به ایجاد و توسعه ایده اولیه برای چیزی که در نهایت به عنوان توییتر شناخته می‌شود، کمک کرد. نه تنها او اولین نیروی محرکی بود که منجر به توسعه نهایی آن شد، گلس به عنوان مسئول ایجاد نام "تویتر" که با نسخه اختصاری "Twttr" شروع شد، پذیرفته شده‌است. در کتاب «هچینگ توییتر» نوشته نیک بیلتون، گلس به عنوان یکی از بنیانگذاران توییتر، که به تحقق ایده و طراحی برخی از ویژگی‌های اصلی آن کمک کرده‌است، اعتبار داده شده‌است.